# El rànger renegat
 El rànger renegat  (original: The Renegade Ranger) és una pel·lícula estatunidenca dirigida per David Howard, estrenada el 1938 i doblada al català.

## Argument
El capità Jack Steele és un ranger de Texas destinat a investigar el cas de la bella Judith Alvarez, acusada d'assassinat. L'assumpte sembla senzill, però no tarda gaire a descobrir que no tot és el que sembla. La corrupció i els interessos del govern per aconseguir terres i bestiar porten al ranger a creure en la innocència de Judith, col·locant-lo a ell també en el punt de mira dels veritables assassins.

## Repartiment
- George O'Brien: Capità Jack Steele
- Rita Hayworth: Judith Alvarez
- Tim Holt: Larry Corwin
- Ray Whitley: Happy
- Lucio Villegas: Don Juan Campielo
- William Royle: Ben Sanderson
- Cecilia Callejo: Toñia Campielo
- Neal Hart: Xèrif Joe Rawlings
- Monte Montague: Henchman Monte
- Bob Kortman: Henchman Idaho
- Charles Stevens: Manuel
- Jim Mason: Hank
- Tom London: Henchman Red